# Twinkle Stars
「Twinkle Stars」（トゥインクルスターズ）は、2019年10月19日公開のアニメーション映画『映画 スター☆トゥインクルプリキュア 星のうたに想いをこめて』の主題歌・挿入歌。同曲を収録したシングルCDが同年10月16日にマーベラスから発売された。

## 概要
物語の中で生まれ、ストーリーの鍵となるテーマソングで、当初はこの映画にもゲスト声優として出演する知念里奈によるエンディングテーマとして用いられることが発表され、その後ダンスレッスンムービーの公開とともにプリキュア役の声優5人（成瀬瑛美・小原好美・安野希世乃・小松未可子・上坂すみれ）による挿入歌バージョンの音源が解禁された。
作詞は大森祥子、作編曲は高木洋と、これまでのプリキュアシリーズで多数楽曲を手がけてきた2人が携わっており、歌う知念は「映画の中で生まれる＜うた＞で、とても大事な意味を持っています。特別な歌を自分がどんな形で表現できるのかとてもワクワクしています」と楽曲にこめられたメッセージに感銘を受け、大森は作詞の際の話として「曲をいただいた時、サビのメロディで〝わたしたちは星〟という言葉が浮かび、そこから組み立てて詞を書きました」と語っている。
CDには本曲の両バージョンに加え、堀本陸と馬瀬みさきによる作曲ユニット「Lantan」が制作し、テレビシリーズでエンディングテーマを担当する吉武千颯による挿入歌「星座のチカラ」も収録される。CDは通常盤のほか、映画予告編映像とダンスレッスンムービーを収録したDVDが付属したDVD付属盤も発売される。初回封入特典としてジャケットサイズステッカーが付属する。

## 収録曲
1. Twinkle Stars(6:54)
歌：キュアスター（CV：成瀬瑛美）、キュアミルキー（CV：小原好美）、キュアソレイユ（CV：安野希世乃）、キュアセレーネ（CV：小松未可子）、キュアコスモ（CV：上坂すみれ）
作詞：大森祥子、作曲・編曲：高木洋
  - 東映系アニメ映画『映画 スター☆トゥインクルプリキュア 星のうたに想いをこめて』挿入歌

映画公開時期のテレビシリーズ第35話から第38話までのエンディングにも劇中の映像と共に使用されていた。
2. Twinkle Stars（映画エンディング主題歌version）(2:02)
歌：知念里奈
作詞：大森祥子、作曲・編曲：高木洋
  - 東映系アニメ映画『映画 スター☆トゥインクルプリキュア 星のうたに想いをこめて』エンディングテーマ
3. 星座のチカラ(4:39)
歌：吉武千颯
作詞・作曲・編曲：Lantan
  - 東映系アニメ映画『映画 スター☆トゥインクルプリキュア 星のうたに想いをこめて』挿入歌
4. Twinkle Stars（オリジナル・メロディー入り・カラオケ／オリジナル・カラオケ）(6:54)
CD+DVD盤はオリジナル・メロディー入り・カラオケ、通常盤はオリジナル・カラオケという仕様になっている。
5. Twinkle Stars（映画エンディング主題歌version）（オリジナル・メロディー入り・カラオケ／オリジナル・カラオケ）(2:02)
CD+DVD盤はオリジナル・メロディー入り・カラオケ、通常盤はオリジナル・カラオケという仕様になっている。
6. 星座のチカラ（オリジナル・メロディー入り・カラオケ／オリジナル・カラオケ）(4:35)
CD+DVD盤はオリジナル・メロディー入り・カラオケ、通常盤はオリジナル・カラオケという仕様になっている。

### DVD（CD+DVD盤のみ同梱）
1. 『映画 スター☆トゥインクルプリキュア 星のうたに想いをこめて』予告編映像
2. 「Twinkle Stars」（TVサイズ）ダンスレッスンムービー